# Carol Lehmann
Carol Lehmann (n. 17 martie 1894, Bran, Brașov, România – d. 1 iunie 1990, Brașov, România), cunoscut și sub numele Carl Lehmann, a fost un alpinist, fotograf și ghid montan de origine săsească. Figură deosebită a alpinismului românesc, el a contribuit la dezvoltarea mișcării montane, realizarea unor poteci turistice și adăposturi montane în România.

## Biografie
S-a născut la Bran în 1894, fiind nepotul lui Karl Lehmann, pădurar, fost ghid al S.K.V. pentru ascensiunile în Bucegi cu plecarea din Bran. A mers pe munte încă de copil și cunoștea perfect munții Bucegi, Piatra Craiului și Munții Făgărașului.
A studiat la Liceul Real Superior Maghiar din Brașov. A luptat în Primul Război Mondial unde a fost capturat de ruși și dus în Siberia, dar a evadat și s-a întors acasă, parcurgând 2000 de kilometri. A fost angajat de primăria din Brașov, cu sarcina de a crea și dezvolta traseele turistice din județ; a mai lucrat și ca ghid montan la ONT.
Carol Lehmann parcurgea distanțe mari, cu punct de plecare de la locuința sa din Brașov, de pe strada Nicolae Bălcescu. Conform amintirilor lui Răzvan Mateescu, care a fost prieten de familie cu familia lui Lehmann „Pentru el era o nimica toată să meargă pe jos din centrul Brașovului până la Omu, prin Râșnov și Bran, pe la uzina electrica, apoi la stâna lui Hărman cel tânăr și tot așa, până ajungea în Valea Cerbului, apoi la Mălăești, urca prin hornuri, la Lacul Țigănești, și tot așa până la Omu. După aceea, străbătea platoul Bucegilor. Îl cunoșteau până și pietrele. În tinerețe, omul acesta a venit pe jos tocmai din Siberia… De Anul Nou sărbătorea într-un mod aparte, alături de motanul lui credincios. Îl vâra în rucsac și plecau împreuna din centrul Brașovului la „Șapte scări”, cale de vreo 20 de kilometri, pe un ger de crăpau pietrele. Toată noaptea stăteau acolo, mâncau ceva, beau apă sau ceai cald din termos, apoi se întorceau acasă, ca doi prieteni de-o viață”.

## Realizări

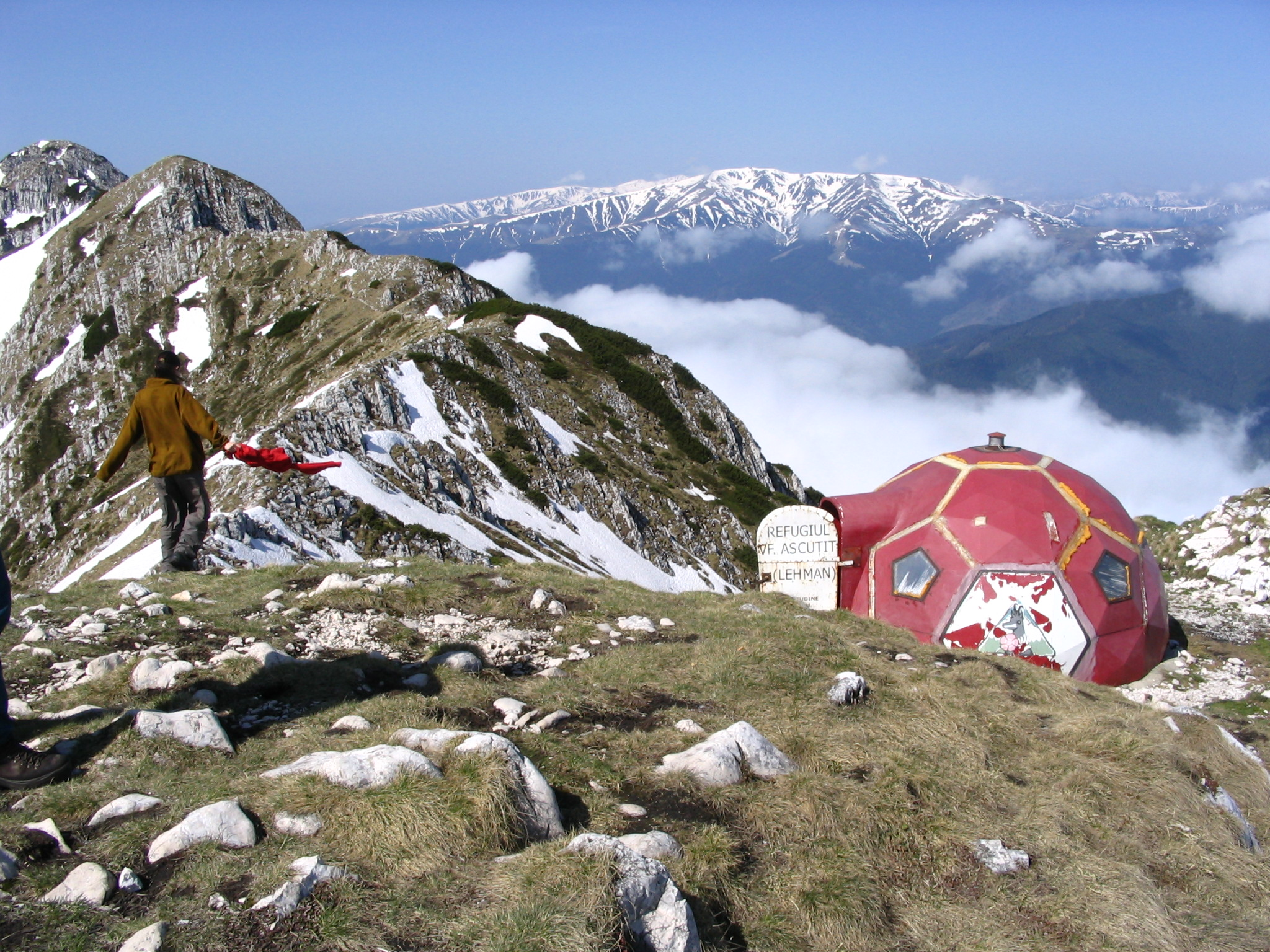
Refugiul Lehmann din Piatra Craiului

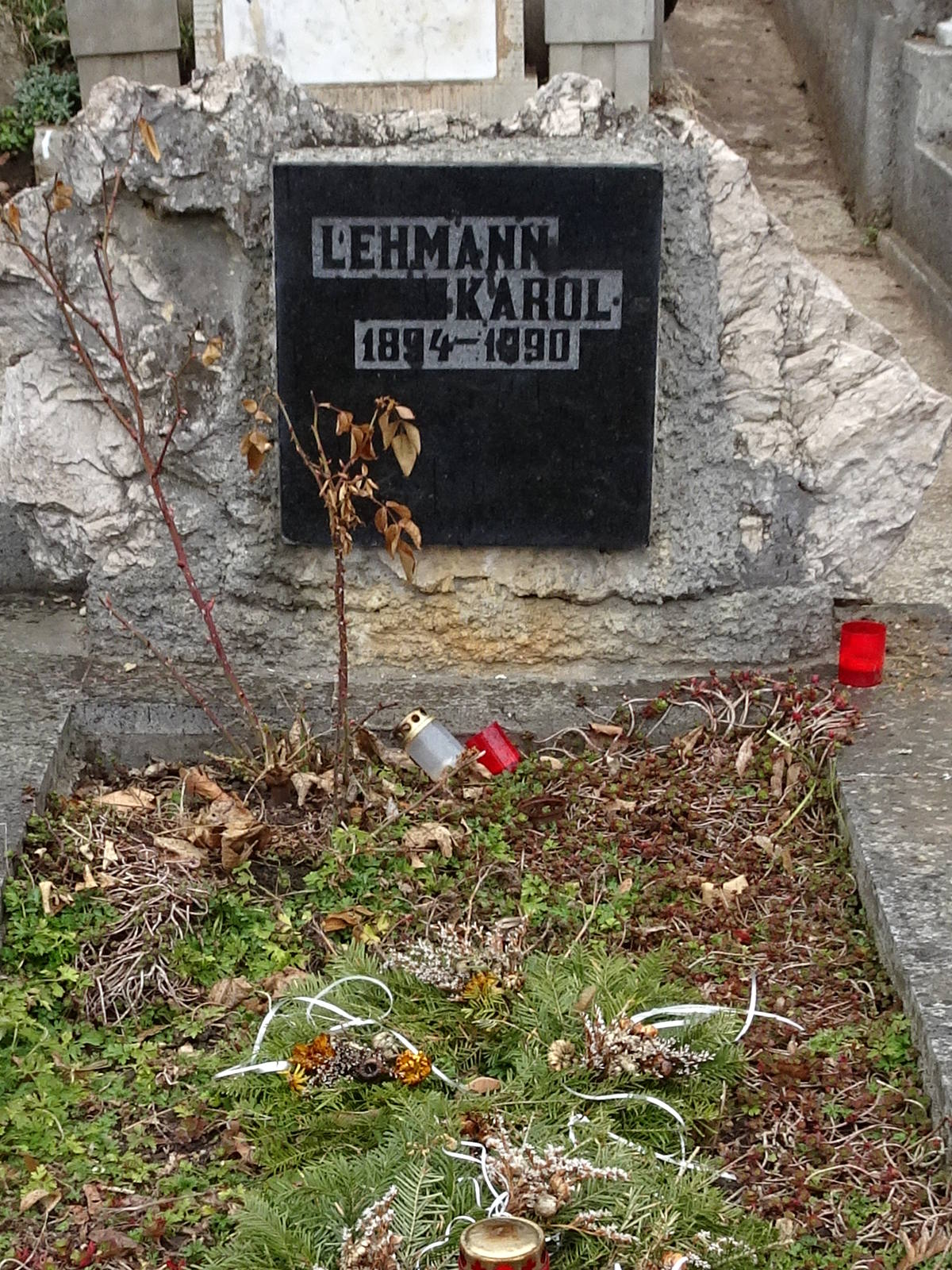
Mormântul din Cimitirul Evanghelic

În februarie 1927, Carol Lehmann împreună cu Edwin Csallner au parcurs pentru prima dată iarna, în premieră, creasta Pietrei Craiului.
În perioada 8-13 martie 1937, Carol Lehmann a făcut o școală de schi, la cabana Sâmbăta, în Munții Făgărașului, ca instructor. 
Din 1936 a fost angajat de O.N.T. Brașov, ca ghid montan. În această calitate a condus pe munți mai ales turiști străini. 
În afară de ocupația de ghid, Carol Lehmann a lucrat la dezvoltarea infrastructurii montane precum: 
- construcția de poteci montane: drumul de legătură între Prepeleag și noua cabană Mălăești (Bucegi), a marcat poteca de-a lungul crestei Pietrei Craiului; 
- construcția sau reconstrucția cabanelor Curmătura și Grind - ulterior refugiu (Piatra Craiului), Bunloc (Piatra Mare), Mălăești (Bucegi), Poiana Teslei, Pasul Predeluș, Valea Rece, a refugiilor Grind, Peștera de gheață, 7 Noiembrie și la Scări – în Piatra Mare. 
Referindu-se la calitățile lui de ghid, doctorul Alexandru Rudeanu l-a caracterizat astfel: „Pentru versantul nordic (al Munților Făgărașului, n.n.) trebuie să vorbim în primul rînd de Lehmann de la Oficiul de turism Brașov. Trebuie să spunem numaidecît că nu este vorba de o călăuză obișnuită, ci de un excelent camarad de munte. Cunoaște regiunea foarte bine, știe nomenclatura exactă a locurilor și este un gentleman perfect”.
Frumusețile alpine i-au deschis lui Lehmann gustul pentru arta fotografică, și a făcut mii de imagini cu peisaje din munți, care mai târziu au fost folosite pentru ilustrarea publicațiilor turistice.
S-a stins din viață în 1990 și este înmormântat în Cimitirul Evanghelic din Brașov.

## Recunoaștere
În amintirea lui Carol Lehmann, una dintre străzile din spatele fostei fabrici Carpatex, de la baza Dealului Melcilor, îi poartă numele. Denumirea străzii este oarecum confuză, „Karl Lehmann”, deoarece nu se știe cu siguranță dacă autoritățile care au botezat-o la acea vreme au comis eroarea din cauza faptului că acesta era cunoscut și sub numele de Karl sau au încurcat numele cu cel al bunicului său.
De asemenea, un club montan îi poartă numele, Asociatia Eco-Club Montan „Carol Lehmann” Brașov, înființat în 2001, iar un refugiu din Munții Piatra Craiului (Vârful Ascuțit), construit la sugestia lui, a primit numele său.